# زهرا بهرامی (انجمن پادشاهی ایران)
مطهره بهرامی (۲۵ ژانویه ۱۹۶۵ – ۲۹ ژانویه ۲۰۱۱) معروف به زهرا بهرامی و در گذرنامهٔ هلندی سارا بهرامی، شهروند ایرانی-هلندی و عضو انجمن پادشاهی ایران تندربود که در جریان تظاهرات جنبش سبز در تاسوعا و عاشورای ۱۳۸۸ دستگیر و سپس به اتهام قاچاق مواد مخدر در دادگاه انقلاب اسلامی به ریاست قاضی صلواتی محکوم و اعدام شد.

## دستگیری
بهرامی سه روز پس از شرکت در تظاهرات تاسوعا و عاشورای ۱۳۸۸ هواداران جنبش سبز بازداشت شد. در پروندهٔ اولیه جرم او عضویت در گروه انجمن پادشاهی ایران و در زمان دستگیری از طرف دادستانی جرم او ارتکاب جرایم امنیتی یاد شده بود. به گفته دختر زهرا بهرامی مادرش را پس دستگیری با فشارها و شکنجه‌های گوناگون او را وادار به اعتراف علیه خود مبنی بر حمل مواد مخدر کردند.

## محاکمه
دادستان تهران نیز دستگیری او در رابطه با تظاهرات روز عاشورا را تأیید کرد و گفت: این که وی در روز عاشورا دستگیر شده‌است مغایرتی با داشتن مواد مخدر ندارد و وی اتهام دیگری نیز داشت؛ اما چون در بازرسی از منزل وی، کوکایین کشف شد، قاضی برای وی، حکم اعدام صادر کرد. به گفتهٔ مقامات جمهوری اسلامی ایران، برای نگهداری ۴۵۰ گرم و فروش ۱۵۰ گرم کوکایین او به اعدام و مصادره اموال محکوم شد و درعین حال برای نگهداری ۴۲۰ گرم تریاک به پرداخت ۱۴ میلیون ریال جریمه نقدی و ۷۰ ضربه شلاق محکوم گردید. این احکام مورد تأیید دادستان کل کشور نیز قرار گرفت. فرزندش همهٔ این اتهام‌های وارده به او را رد کرد.

## سابقه کیفری در هلند
بنابر یک برنامه مستند پخش شده از تلویزیون هلند زهرا بهرامی در سال ۲۰۰۳ به جرم حمل حدود ۱۶ کیلوگرم کوکائین در فرودگاه آمستردام به تحمل سه سال حبس محکوم شده بود. او همچنین در سال ۲۰۰۷ در هلند به جرم جعل گذرنامه در دادگاه محکوم شده بوده‌است.

## زندان
او بیشتر دوران بازداشت خود را در بند ۲۰۹ اوین گذراند. البته در روزهای آخر به بند معتادین منتقل شده بود. در بیشتر مواقع برای گرفتن اعترافات تحت شکنجه بود. او همچنین در یک اعتراف تلویزیونی در صدا و سیمای ایران شرکت کرده و علیه خود اعترافاتی را مطرح نمود.

## فعالیت‌های حقوق بشری و دولت هلند
در تاریخ ۷ ژانویه، روزنتال وزیر خارجهٔ وقت هلند، از سفیر ایران درخواست کرد که خبری در مورد وضعیت او به مقامات هلندی ارائه کند. او همچنین خواهان اجازه داشتن حق وکیل و دادگاه عادلانه برای زهرا بهرامی شده بود.

## اعدام و خاکسپاری
در تاریخ ۹ بهمن ماه ۱۳۸۹ در حالی که هنوز پروندهٔ او ناقص بود به دار آویخته شد. جسد بهرامی در روز ۱۷ بهمن بدون اجازهٔ خانوادهٔ وی در گورستانی در شهر سمنان واقع در ۲۳۰ کیلومتری تهران دفن شد. بستگان او اجازهٔ حضور در این مراسم را نداشتند.

## پیامدهای اعدام
فردای اعدام زهرا بهرامی، سی ژانویه، ده‌ها نفر از ایرانیان مقیم هلند در واکنش به اعدام این شهروند ایرانی-هلندی، در برابر سفارت جمهوری اسلامی در لاهه تظاهرات کردند. تظاهرکنندگان، پلاکارد بزرگی از عکس برخی اعدام‌شدگان اخیر در ایران را به همراه داشتند و شعارهایی به فارسی و هلندی سر می‌دادند. ترجمه برخی از این شعارها چنین بود: «سفارت باید بسته شود»، «قاتل برو گمشو» و «حکومت ایران قاتل است». دولت هلند تمامی روابط دیپلماتیک خود را با ایران به حالت تعلیق درآورد. ایران نیز سفیر هلند را به وزارت امور خارجه ایران فراخواند و ضمن اعتراض به دخالت دولت هلند در احکام حقوقی ایران، قانون برخورد با قاچاقچیان مواد مخدر در ایران را برای وی شرح داد.